# サーストンノルム
サーストンノルム（英: Thurston norm）は、3次元多様体の第2ホモロジー群上に定義される関数であり、ウィリアム・サーストンによって導入された。このノルムは、曲面によって表されるホモロジー類のトポロジー的複雑性を自然な方法で測るものである。

## 定義
{\displaystyle M} を微分可能多様体とし、{\displaystyle c\in H_{2}(M)} をそのホモロジー群の元とする。このとき {\displaystyle c} は、境界を持たないコンパクトな（連結であるとは限らない）曲面 {\displaystyle S} から {\displaystyle M} への埋め込み {\displaystyle S\to M} によって表現される。
サーストンノルム {\displaystyle \|c\|_{T}} は、以下で定義される。
{\displaystyle \|c\|_{T}=\min _{S}\sum _{i=1}^{n}\chi _{-}(S_{i})},
ここで、最小値は {\displaystyle c} を表す埋め込み曲面 {\displaystyle S=\bigcup _{i}S_{i}}（{\displaystyle S_{i}} は連結成分）全体にわたって取られる。また、{\displaystyle \chi _{-}(F)=\max(0,-\chi (F))} は、オイラー標数の絶対値を表すが、球面の場合は 0 と定義される。
この関数は以下の性質を満たす：
- {\displaystyle \|kc\|_{T}=|k|\cdot \|c\|_{T}} for {\displaystyle c\in H_{2}(M),k\in \mathbb {Z} };
- {\displaystyle \|c_{1}+c_{2}\|_{T}\leq \|c_{1}\|_{T}+\|c_{2}\|_{T}} for {\displaystyle c_{1},c_{2}\in H_{2}(M)}.

これらの性質により、{\displaystyle \|\cdot \|_{T}} は {\displaystyle H_{2}(M,\mathbb {Q} )} 上の関数へ拡張され、さらに連続的に {\displaystyle H_{2}(M,\mathbb {R} )} 上のセミノルム（半ノルム）へと拡張できる。 ポアンカレ双対性により、{\displaystyle H^{1}(M,\mathbb {R} )} 上にもサーストンノルムを定義することができる。
{\displaystyle M} が境界を持つコンパクト多様体である場合も、同様に相対ホモロジー群 {\displaystyle H_{2}(M,\partial M,\mathbb {R} )} とそのポアンカレ双対 {\displaystyle H^{1}(M,\mathbb {R} )} 上にノルムを定義することができる。
デイヴィッド・ガバイのさらなる研究によって、埋め込み曲面だけでなくイマーションされた曲面を用いてもサーストンノルムを定義できることが示された。  
この結果は、サーストンノルムがグロモフノルムのちょうど半分に等しいことも意味する。

## トポロジーへの応用
サーストンノルムは、ファイバリングや葉層構造（フォリエーション）に関する応用を念頭に置いて導入された。
3次元多様体 {\displaystyle M} におけるサーストンノルムの単位球体 {\displaystyle B} は、整数頂点を持つポリトープになる。これは、{\displaystyle M} が円周上のファイバーバンドルとして書ける場合の構造を記述するのに用いられる。すなわち、{\displaystyle M} がある曲面 {\displaystyle S} 上の微分同相写像 {\displaystyle f} によるマッピングトーラスとして書けるとき、{\displaystyle S\hookrightarrow M} の埋め込みは、{\displaystyle B} のある最大次元の面（あるいは開いた面）上のクラスを表す。また、その面上の他の整数点もすべて、同様のファイバリングのファイバーとなる。
同様に、あるホモロジー類においてサーストンノルムを最小化する埋め込み曲面は、{\displaystyle M} 上の葉層構造の**閉じた葉**に一致する。